# علي أسد الله
علي أسد الله ذالمن (مواليد 19 يناير 1993) المعروف أيضاً بعلي أسد، لاعب كرة قدم قطري، وُلد في البحرين، يجيد اللعب في مركز الوسط ويلعب حالياً مع نادي السد ومنتخب قطر.

## روابط خارجية
- علي أسد على موقع قاعدة بيانات كرة القدم.إي يو (الإنجليزية)
- علي أسد على موقع ناشيونال فوتبول تيمز (الإنجليزية)
- علي أسد على موقع Soccerway.com (الإنجليزية)
- علي أسد على موقع عالم كرة القدم.نت (الإنجليزية)